# Diana Gaspari
Diana Gaspari (* 6. Mai 1984 in Innichen) ist eine italienische Curlerin.
Gaspari war Teil des italienischen Curling-Olympiateams bei den Olympischen Winterspielen 2006 in Turin. Sie spielte auf der Position des Skip neben ihren Teamkolleginnen Third Giulia Lacedelli, Second Rosa Pompanin, Lead Violetta Caldart und Alternate Eleonora Alverà. Das Team belegte den zehnten Platz.
Bei den Europameisterschaften ist Gaspari zwischen 2001 und 2017 insgesamt elfmal angetreten. 2006 gewann sie nach einer Finalniederlage gegen die russische Mannschaft um Ljudmila Priwiwkowa die Silbermedaille. 2017 stand sie mit ihrer Mannschaft (Third: Veronica Zappone, Second: Stefania Constantini, Lead: Angela Romei, Alternate: Chiara Olivieri) erneut auf dem Podium, diesmal mit einer Bronzemedaille nach einem Sieg im Spiel um Platz 3 gegen das Schweizer Team von Skip Silvana Tirinzoni.
An den Weltmeisterschaften hat sie zwischen 2003 und 2018 elfmal teilgenommen; die beste Platzierung war ein 9. Platz, auf den sie dreimal (2003, 2004 und 2006) kam.